# Pedro Riquet
Pedro Riquet, antiguamente Petrus Ryquet, (fl. 1598-1619) fue un compositor y maestro de capilla activo en España.

## Vida
Se desconoce su origen o su formación musical, aunque hay indicios de que pudiera proceder del norte de los Pirineos, puesto que sus obras se tocaban en la parroquia de San Fructuoso de Camélas y en las del Rosellón.
Las primeras noticias que tienen de él son de su nombramiento como maestro de capilla de la Catedral de Seo de Urgel en 1598, ocupando la vacante dejada por el maestro Rafael Coloma el 21 de enero de 1587, que había partido a la Catedral de Tarragona. En esta primera estancia permaneció hasta 1602.
Regresó al magisterio urgelense el 13 de junio de 1605; el anterior maestro conocido es Jerónimo Felipe, que había partido a la sede de Lérida en 1600. Esta vez permaneció más tiempo, quedándose en el cargo hasta diciembre de 1616.
A finales de diciembre de 1616 fue nombrado maestro de capilla de la Catedral de Tarragona. El maestro anterior del que se tienen noticias, Rafael Coloma, al que Riquet también había sucedido en Seo de Urgel, había partido a Solsona para ocupar su canonicato en la Catedral en 1600. Solo permanecería tres años, partiendo el 5 de enero de 1619 y siendo sustituido Pere Bosch.
A partir de ese momento se pierde el rastro.

## Obra

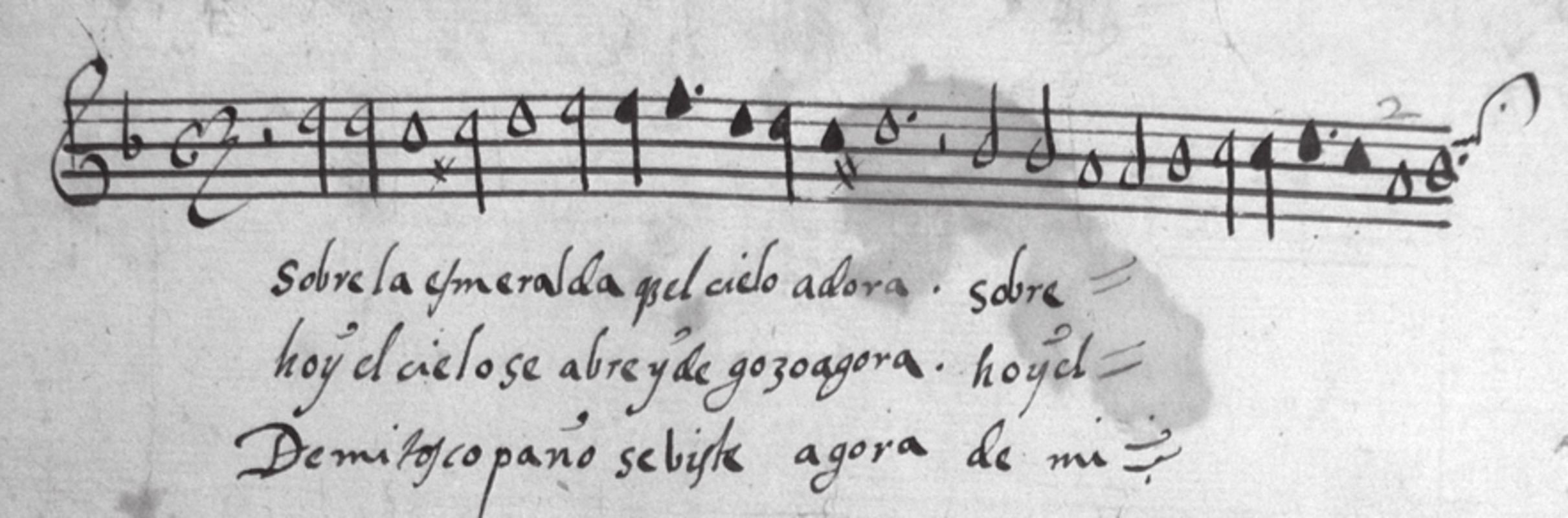
Incipit de Cristalinas perlas (primer tercio del) villancico de Pedro Riquet

Pedro Riquet puede incluirse dentro de la escuela polifónica de Cataluña, junto con Antonio Marlet, los Mateo Flecha, el viejo y el joven, Pedro Alberch Vila, Miguel Pedro Andreu, Rafael Coloma, Joan Brudieu, Juan Pujol, Antonio Reig y Juan Verdalet.
Riquet es conocido sobre todo por su excepcional misa «Susanne un jour», que trataba de poner en práctica las reformas musicales en la liturgia introducidas con el Concilio de Trento, estaba basada en un tema de origen calvinista y muy versionado por otros compositores europeos. En la Biblioteca de Cataluña se conservan tres obras: una misa y dos versiones de Ya es tiempo de recoger, una en romance a cuatro voces y la respponsión y siete, y una segunda datada en 1640 con el responsión a siete voces y estribo a tres voces.